# Neocrepidodera basalis
Neocrepidodera basalis là một loài bọ cánh cứng trong họ Chrysomelidae. Loài này được K. Daniel miêu tả khoa học năm 1900.